# ماریان آمارو
ماریان آمارو (انگلیسی: Mariane Amaro؛ زادهٔ ۱۷ سپتامبر ۱۹۹۳) بازیکن فوتبال اهل فرانسه است.
از باشگاه‌هایی که در آن بازی کرده‌است می‌توان به باشگاه فوتبال زنان پاری سن ژرمن اشاره کرد.
وی همچنین در تیم ملی فوتبال زنان پرتغال بازی کرده‌است.